# Nice to Meet You, Walden Schmidt
"Nice to Meet You, Walden Schmidt" é o primeiro episódio da nona temporada de Two and a Half Men. Nessa temporada marca a estréia do ator Ashton Kutcher na série, interpretando Walden Schmidt, um bilionário da internet com inúmeras desilusões amorosas. Ao todo, esse é o 178º episódio da série.

## Sinopse
O episódio começa com o funeral de Charlie Harper e Alan se pronunciando. O funeral conta com a presença das ex-namoradas de Charlie, que por várias vezes tentam interromper o discurso de Alan. Este passa a palavra à Rose, que acaba confessando que Charlie tinha a pedido em casamento em Paris mas que porém, dias depois, ela tinha o flagrado tomando banho com outra mulher. Ela diz também que no dia seguinte, Charlie "acidentalmente" tinha sido atropelado por um trem após ter "escorregado" da plataforma da estação.
Vendo que a casa de Charlie possui três hipotecas e que Alan não terá condições de pagá-las sozinho, Evelyn coloca a casa à venda. Várias pessoas (John Stamos, Jenna Elfman e Thomas Gibson como Dharma & Greg), conhecem a casa mas se recusam a comprá-la. À noite, Alan recebe uma caixa com as cinzas de Charlie, e por fim dá sua última palavra ao irmão falecido.
Contra a vontade de Charlie, Alan decide jogar as cinzas do irmão no mar. Ao dar de cara com a sacada, Alan se assusta com um vulto na porta e joga pro alto a caixa com as cinzas de Charlie, que se espalha por todo o chão da sala, seguido de Berta dizendo: "Eu não vou limpar o seu irmão". O vulto é um jovem (Ashton Kutcher) que pergunta a Alan se poderia usar o telefone. Ao entrar na sala, o moço confessa que estava tentando se afogar no mar, pois sua esposa tinha o deixado. Após telefonar a sua esposa e ser rejeitado mais uma vez, Alan e o moço se comprimentam. O rapaz se apresenta como Walden Schmidt, um bilionário que ganhou muito dinheiro por vender o Zune a Microsoft. Walden pede a Alan uma roupa de mergulho, pra ele poder voltar a se afogar no mar, mas Alan o convida para ir ao bar.
No bar, os dois conhecem duas moças, porém, elas acabam preferindo Walden. Os quatro vão para casa - agora de Alan - e Walden termina com as duas moças no quarto de Charlie, deixando Alan sozinho na sala. Na manhã seguinte, Judith e Jake ao entrarem na casa, se deparam com Walden sem roupa abraçando Alan como forma de agradecimento. O episódio termina com a frase "continua", com Walden dizendo que tem interesse em comprar a casa.

## Produção
Ashton Kutcher foi anunciado como o substituto de Charlie Sheen no dia 13 de Maio de 2011, depois deste ter sido demitido da série no dia 7 de Março de 2011. O personagem de Sheen, Charlie Harper, foi "assassinado" no primeiro episódio. Essa é a segunda série em que Kutcher estrela. A primeira foi That 70's Show.
Os atores Jenna Elfman e Thomas Gibson fazem uma ponta como Dharma & Greg, do seriado de mesmo nome. Elfman já tinha feito uma participação em Two and a Half Men.

## Repercussão
O episódio foi visto por 27,7 milhões de pessoas, tendo a maior audiência de toda a série.